# Dipteronia sinensis
Dipteronia sinensis är en kinesträdsväxtart som beskrevs av Oliver. Dipteronia sinensis ingår i släktet Dipteronia och familjen kinesträdsväxter. Utöver nominatformen finns också underarten D. s. taipaiensis.